# Hejőkeresztúr
Hejőkeresztúr es un pueblo húngaro perteneciente al distrito de Tiszaújváros, condado de Borsod-Abaúj-Zemplén.

## Superficie
Cuenta con una superficie de 10,28 km².

## Demografía
Hasta 2024 la población era de 969 habitantes, con una densidad de población de 94,26 hab/km².
| Gráfica de evolución demográfica de Hejőkeresztúr entre 2020 y 2024 |
|                                                                     |
| Datos según la Oficina Central de Estadística de Hungría.           |